# Тираспольсько-Бендерська агломерація
Тираспольсько-Бендерська агломерація — поліцентрична міська агломерація в Придністров'ї та Молдові, що утворилась за допомогою міст Бендери та Тирасполь, міста Слободзея, а також пригородних сіл, окремі з яких знаходяться під юрисдикцією Республіки Молдова. Населення становить близько 350 тис. осіб.

## Склад агломерації
- Міста (263 тис. осіб):
- Тирасполь
- Бендери
- Слободзея
- Села під юрисдикцією Придністров'я (73 тис. осіб):
- Паркани
- Гиска
- Протягайлівка
- Кіцкань
- Суклея
- Ближній Хутір
- Тернівка
- Меренешть
- Бичок
- Карагаш
- Нововолодимирівка
- Чобручі
- Села під юрисдикцією Республіки Молдова (21 тис. осіб):
- Варниця
- Хаджімус
- Гура-Бикулуй
- Фирледень
- Гирбовец
- Копанка